# Wen Jiabao
Wen Jiabao (chino simplificado: 温家宝; chino tradicional: 溫家寶; pinyin: Wēn Jiābǎo; nacido el 15 de septiembre de 1942) es un político chino conocido por haberse desempeñado como el sexto primer ministro de la República Popular China (Premier) sirviendo como Jefe de Gobierno de su país entre 2003 y 2013. En ese periodo fue considerado como la figura principal detrás de la política económica china. Además fue miembro del Comité Permanente del Politburó del Partido Comunista de China, el órgano con mayor poder de facto del país, donde llegó a ser el tercero de los nueve miembros entre 2002 y 2012.
Trabajó como jefe de la Oficina General del Partido entre 1986 y 1993. Entretanto acompañó al secretario general del Partido, Zhao Ziyang durante las protestas de la plaza de Tiananmén de 1989. En 1998, fue ascendido al puesto de viceprimer bajo el mando del primer ministro Zhu Rongji, su mentor, y supervisó las amplias carteras de agricultura y finanzas.
Durante su periodo como Premier, Wen, junto con el presidente Hu Jintao, fue una parte clave de la cuarta generación de liderazgo en el Partido Comunista de China, siendo considerado como el principal miembro del ala reformista del partido. En lugar de concentrarse en el crecimiento económico en las grandes ciudades y las zonas costeras ricas, Wen abogó por avanzar en políticas consideradas más favorables para los agricultores y los trabajadores migrantes. Su gobierno redujo los impuestos agrícolas y persiguió ambiciosos proyectos de infraestructura. Tras la crisis financiera mundial de 2008, el gobierno de Wen inyectó cuatro billones de yuanes como parte de un programa de estímulo.
Fue calificado como “el primer ministro del pueblo” por los medios nacionales y extranjeros.  Sin embargo, la familia de Wen fue objeto de escrutinio por parte de periodistas de investigación por haber acumulado una fortuna masiva durante su tiempo en el gobierno, arrojando una nube sobre su legado poco antes de su retiro. Dejó el cargo en 2013 siendo sucedido por Li Keqiang, quien ha recibido menos atención mediática que su antecesor y que el presidente Xi Jinping, que ha acumulado más poder que sus antecesores desde que llegó al poder ese mismo año.

## Biografía
Wen Jiabao es oriundo del distrito de Beichen en la ciudad de Tianjin y pertenece a la etnia han. Según sus propias palabras nació en el seno de una “familia intelectual” y su abuelo dirigía una escuela de pueblo. Su familia sufrió ataques en las sucesivas campañas políticas y en 1960 su padre fue investigado y se le prohibió continuar ejerciendo como profesor siendo enviado a trabajar cuidando cerdos en una granja en las afueras de la ciudad. En ese momento, el partido comunista había obligado a los intelectuales a “revisar su pensamiento” a través de la autocrítica hasta que se volvieran ideológicamente sólidos. Wen asegura que su infancia “transcurrió en la guerra y las dificultades. La pobreza, la agitación y la hambruna”.
Wen asistió a la Escuela Secundaria de Nankai y en abril de 1965 ingresó al Partido Comunista de China (PCCh). Adicinalmente a su experiencia en ingeniería, cuenta con un postgrado del Instituto de Geología de China. Estudió geomecánica en Pekín y comenzó su carrera en la oficina de geología de la provincia de Gansu. Desde 1968–1978, presidió el Equipo de Estudio de Geomecánica bajo la Oficina Geológica de la provincia de Gansu y fue jefe de la sección política. Wen fue promovido a jefe de la Oficina Geológica de la provincia Gansu y posteriormente como Viceministro de Geología y Recursos Minerales.

## Trayectoria política

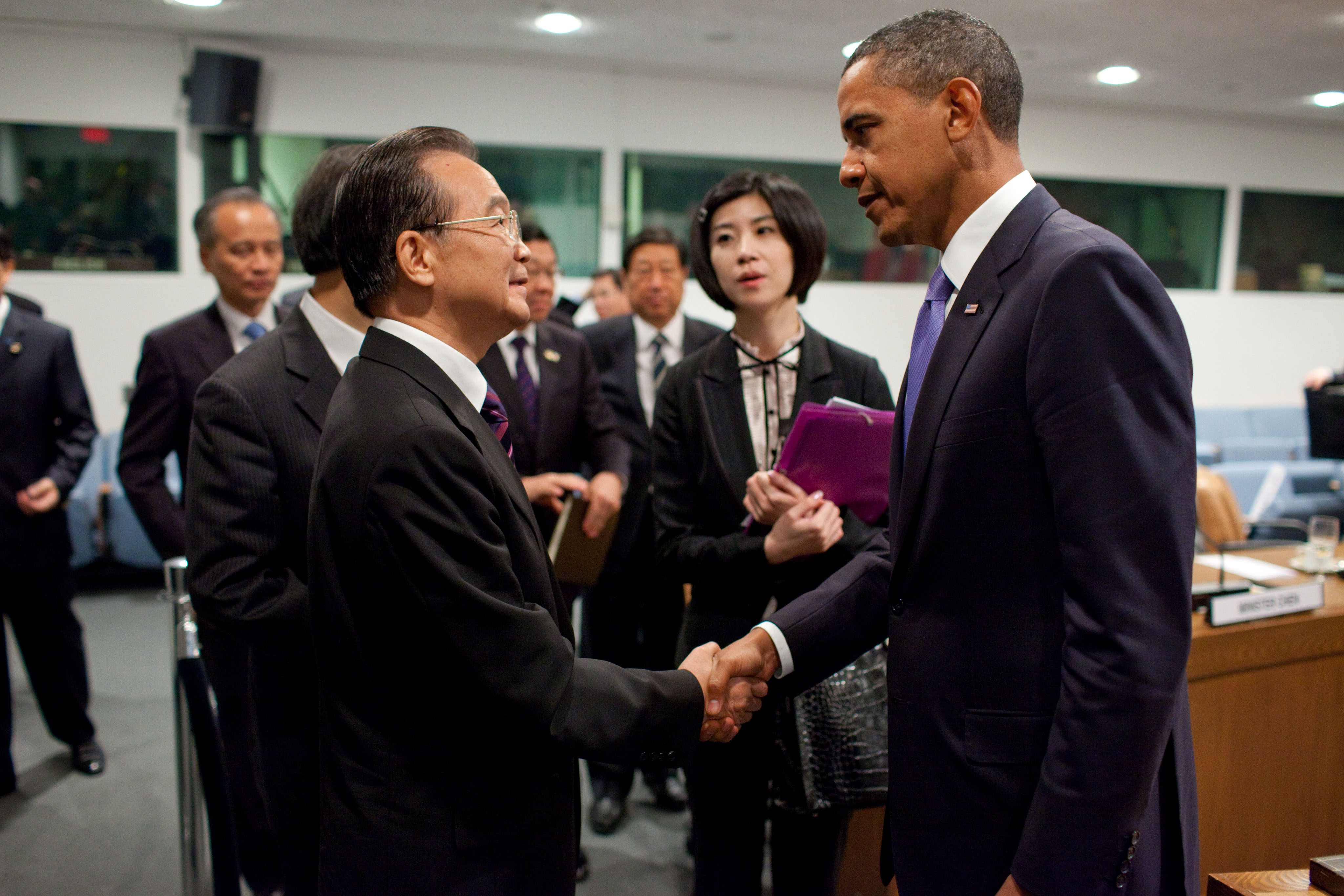
Obama y Wen Jiabao saludándose.

En los años 1980 Wen fue "descubierto" por el entonces secretario general Hu Yaobang, uniéndose entonces a las filas del Comité Central y del Politburó. Hubo algunas especulaciones públicas después de 1989 sobre si estaba más cerca de Hu Yaobang o Zhao Ziyang, pero en 2010 Wen confirmó implícitamente que había sido un protegido de Hu. Después que Wen fue ascendido para trabajar en la capital, fue director de la Oficina de Asuntos Generales del Partido, un órgano que supervisó las operaciones diarias de los líderes del partido. Permaneció en el cargo durante ocho años.
Wen acompañó a Zhao para ver la manifestación de los estudiantes en la Plaza de Tian'anmen en 1989. A diferencia de Zhao, que fue purgado del partido algunos días después por "insubordinación grave" y vivió bajo arresto domiciliario en Beijing hasta su muerte en enero de 2005, Wen sobrevivió tras las manifestaciones políticas, siendo el único jefe de la Oficina de Asuntos Generales del Partido que sirvió bajo tres secretarios generales: Jiang Zemin, Hu Yaobang y Zhao Ziyang. Incluso el Premier saliente Zhu Rongji mostró su estima por Wen al confiarle desde 1998 la tarea de supervisar las políticas agrícolas, financieras y ambientales en el cargo de Vicepremier, en el puesto tercero de la jerarquía que él desocupaba.

### Primer ministro
Durante su gobierno Wen desempeñó un papel prominente en el avance de las posiciones políticas internacionales de China, adquiriendo una considerable notoriedad en el escenario internacional que aumentó a la par con la expansión del poder económico del país.

#### Primer mandato
Wen entró al Comité Permanente del Politburó, el consejo de Gobierno más alto de China, en noviembre de 2002, siendo el tercero de nueve miembros, el puesto que tradicionalmente ocupa el jefe de Gobierno del país. Durante la transición de autoridad en la que Hu Jintao asumió la Presidencia en marzo de 2003, la nominación de Wen como premier fue confirmada por la Asamblea Popular Nacional. Después de asumir como Premier, Wen supervisó la continuación de las reformas económicas de China y estuvo involucrado en el cambio de los objetivos nacionales del crecimiento económico a toda costa a la búsqueda de una economía más equilibrada y una sociedad más justa. entonces, la experiencia de Wen fue puesta al servicio de la "cuarta generación de liderazgo chino" que intentó revitalizar la economía rural en las regiones excluidas por las dos décadas de reforma anteriores. Además, el Gobierno chino bajo Wen se concentró también en los costos sociales del desarrollo económico, que incluyen los daños al medio ambiente y la salud de los trabajadores. Esta definición más amplia del desarrollo se encapsula en la idea de una sociedad xiaokang.
A diferencia de Jiang Zemin y sus protegidos en el Comité Permanente del Politburó, que formaron la llamada "camarilla de Shanghái", Wen y Hu cultivaron sus bases políticas, en el vasto interior chino, contrastando con Jiang, el urbano exalcalde de Shanghái, la ciudad más cosmopolita del país. Además, Wen fue ampliamente conocido por haberse enfrentado con el entonces jefe del partido en Shanghái Chen Liangyu sobre las políticas del Gobierno central.
Wen estuvo presente en dos episodios importantes relacionados con la salud pública. A principios de 2003, lideró las medidas del gobierno para poner fin a la inacción oficial sobre la crisis del síndrome respiratorio agudo grave (SRAG). En 2004, se convirtió en el primer funcionario importante chino en abordar públicamente el problema del sida, que estaba devastando partes de las provincias de Yunnan y Henan, amenazando con ser una carga en el desarrollo chino. Adicionalmente a partir de 2004, Wen visitó varias comunidades devastadas por el sida, manifestando también interés por la salud y seguridad de los adictos a las drogas y reconociendo que es más probable que el SIDA se haya extendido por uso indebido de drogas y la reutilización de jeringas hipodérmicas que por el contacto sexual.
Wen fue conocido por realizar visitas al azar a lzonas rurales de China buscando evitar los preparativos prevenir que los funcionarios locales le ocultasen la situación real. En la misma línea, durante varias reuniones del comité del Consejo de Estado, Wen dejó claro que debía abordarse el problema de la disparidad de la riqueza rural, centrándose en los "tres asuntos rurales", es decir, la agricultura, el campo y los agricultores. Dentro de esta política, la administración Hu-Wen abolió completamente el milenario impuesto agrícola en 2006, un movimiento que cambió significativamente el modelo económico rural.
En diciembre de 2003, Wen visitó los Estados Unidos por primera vez. Durante el viaje, Wen fue capaz de hacer que el presidente George W. Bush emitiera lo que muchos vieron como un ligero reproche al entonces Presidente de la República de China (Taiwán), Chen Shui-bian. Wen también realizó visitas a Canadá y Australia, sobre todo por cuestiones económicas y visitó Japón en abril de 2007 en lo que se denominó el "viaje de deshielo", donde caracterizó la relación entre las potencias asiáticas para el "beneficio mutuo" y se reunió con el emperador Akihito.
En marzo de 2005, después de que la ley antisecesión fue aprobada, por una mayoría de 2.896 a cero, con dos abstenciones por la Asamblea Popular Nacional, Wen declaró que no era una “ley guerrera”. Sin embargo, en 2007 el presupuesto militar de China aumentó en un 17,8 %, creando tensiones con los Estados Unidos. Por otra parte, ese mismo año, la Asamblea Nacional aprobó la ley más discutida de su historia, que reconoció por primera vez la propiedad privada equiparando su protección a la de la pública y a la colectiva.

#### Segundo mandato
El 16 de marzo de 2008, Wen fue reelegido para un segundo mandato de cinco años como premier de China, liderando los esfuerzos para enfriar la altísima inflación y mostrar el país ante el mundo en los Juegos Olímpicos 2008. En ese mandato Wen enfrentó graves problemas económicos como los efectos de la Gran Recesión. La estabilidad social y el activismo regional en las regiones conflictivas del interior de China también dominaron la agenda política de Wen. Es así que durante los disturbios en el Tíbet de 2008, Wen dijo que las fuerzas de seguridad chinas actuaron moderadamente para hacer frente a los disturbios y culpó a los partidarios de Dalái lama por la violencia que rodeó las protestas, negándose a negociar con el Dalái lama y sus seguidores, a menos que optaran por renunciar a las actividades separatistas.
La popularidad del Premier Wen Jiabao fue impulsada significativamente cuando viajó a la zona del desastre del terremoto de Sichuan de 2008 luego de apenas unas pocas horas de ocurrido el mismo. Fue nombrado comandante general de la Comisión de Esfuerzos para el Alivio del Terremoto inmediatamente después de la catástrofe. Tras sus visitas a la zona, se mostraron imágenes del Premier en los medios nacionales, numerosos videos aparecieron en los sitios de video chinos haciendo comparaciones con el ex Premier Zhou Enlai, una figura muy popular que también fue apodado como el "Premier del pueblo". Mientras que los líderes chinos a menudo aparecen en la televisión estatal mirando con bastante rigidez y estando inmóviles, las imágenes de Wen en el sitio y su carácter franco atrajeron un gran seguimiento popular por parte de los ciudadanos chinos.
Antes de que la Asamblea Popular Nacional de 2009 fuera convocada, el 28 de febrero, Wen se puso en línea a través de videoconferencia para responder las consultas organizadas por el sitio web oficial del Gobierno de China gov.cn y la agencia oficial de noticias Xinhua. Durante la sesión Wen abogó abiertamente por la transparencia del Gobierno y comentó que estaba un poco nervioso acerca de la ocasión. Recibió una amplia gama de preguntas de un gran número de internautas en línea y optó por responder a las preguntas seleccionadas acerca de temas económicos prominentes, como el colapso financiero global.
En la Asamblea Wen también transmitió un mensaje de tranquilidad de que el crecimiento de China no cearía por debajo del 8% en 2009. También confirmó que su gobierno ina a introducir un nuevo paquete de estímulo. También expresó su preocupación sobre la seguridad de las reservas de China de deuda del Tesoro EE. UU., y en un gesto más inusual, Wen también expresó interés en visitar Taiwán.
Fue en una visita oficial a Corea del Norte en octubre de 2009, siendo recibido en el aeropuerto de Pionyang por el enfermo líder norcoreano Kim Jong-il quien raramente recibía personalmente a los dignatarios extranjeros en su llegada al aeropuerto. Wen también viajó a la Conferencia sobre el Cambio Climático de la ONU de 2009, donde se reunió con el presidente de los Estados Unidos Barack Obama dos veces para asegurar un acuerdo no vinculante de 11 horas sobre la reducción de emisiones.
Por otra parte, Wen nunca sugirió enmendar la política de hijo único a pesar del envejecimiento de la población: “Mantendremos la política de planificación familiar”.

#### Relaciones China-Unión Europea
Durante el gobierno de Wen, el comercio entre China y la Unión Europea (UE) superó los 167 000 millones de euros, convirtiendo a la UE en el mayor socio comercial de China durante ocho años consecutivos.
En diciembre de 2003, durante su primera visita a China bajo el gobierno de Wen, el entonces canciller alemán Gerhard Schröder, abogó por levantar el embargo de armas de la UE a China y vender un reactor nuclear a Pekín. Un año más tarde, Schröder volvió a demandar el fin del embargo, cuya permanencia dividió a la UE durante la década del gobierno de Wen. Reino Unido fue uno de los Estados que más oposición mostró, frente a países partidarios de eliminar estas barreras, como España o Francia. En 2011 la jefa de la diplomacia europea, Catherine Ashton, aseguró que el embargo de armas era el principal impedimento para reforzar los vínculos entre China y la UE. Sin embargo en 2012, durante la última cumbre con la UE a la que asistió Wen, el Premier lamentó que no se hubiese revocado  le medida que aún pesaba contra China. Al inicio de la reunión, el presidente del Consejo Europeo, Herman Van Rompuy alabó el mandato del saliente Wen en cuanto a la mejora de las relaciones China-UE en los últimos diez años. El encuentro bilateral se llevó a cabo en medio de grandes restricciones a la prensa, por lo que Wen fue considerado como el único líder mundial capaz de vetar ruedas de prensa en la UE.
Wen se reunió con los líderes del Consejo Europeo en una cumbre China-Unión Europea a finales de noviembre de 2009 en Nanjing. Durante la reunión el Premier rechazó los pedidos para que China revaluase el Yuan y reexaminara su régimen cambiario, agregando que "algunos países están por un lado, presionando a China para que aprecie su moneda, mientras que por otro lado están practicando el proteccionismo comercial contra China en formas diferentes".
Tras una reunión con la Alta representante de la UE Catherine Ashton en septiembre de 2010, Wen valoró la firma del Tratado de Lisboa considerando que había traído consigo una simplificación del proceso de toma de decisiones en la UE. En junio siguiente, después de una rueda de prensa con la canciller alemana, Angela Merkel, tras una cumbre en Berlín, Wen se comprometió a comprar “cierta cantidad de deuda soberana”, de varios Estados miembros de la Unión Europea para ayudarlos a resistir los efectos de la Gran Recesión.

#### Conflictos en el Gran Oriente Medio
En lo referente a la convulsionada situación en el Gran Oriente Medio, recién iniciado su mandato como Premier en marzo de 2003, Wen se unió a Alemania y Francia mostrando su oposición al ultimátum que el gobierno de Estados Unidos había dado al presidente de Irak Sadam Huseín para que abandonase el poder. El líder chino declaró: “Trataremos de impedir la guerra hasta el último momento”. Finalmente una coalición encabezada por los estadounidenses invadió Irak poco después desatando una guerra que agravó la situación en el país árabe.
El gobierno de Wen también se mantuvo distante de los países que intervinieron militarmente en la guerra civil libia declarando que “Las tropas extranjeras pueden ganar la guerra pero no pueden ganar la paz”. También en lo referente a otro conflicto de la denominada Primavera Árabe (2010-2012), el Premier declaraó que su país no protegería a ninguna de las partes en la guerra civil siria, “incluyendo al gobierno de Siria” dirigido por Bashar al-Ásad.
Sin embargo China también intervino militarmente en la región al enviar flotillas de escolta para participar desde 2009 en la cooperación internacional contra piratería en Somalia.

#### Democracia y Estado de Derecho
"La ciencia, la democracia, el Estado de Derecho, la libertad y los derechos humanos no son conceptos exclusivos del capitalismo. Por el contrario, son valores comunes perseguidos por la humanidad en el largo proceso histórico y son los frutos de la civilización humana. Es sólo que en diferentes etapas históricas y en diferentes países, se consiguen a través de diferentes medios y de diferentes formas."
— Wen Jiabao, Our Historical Tasks at the Primary Stage of Socialism and Several Issues Concerning China's Foreign Policy,

A comienzos de 2007, Wen destacó que "el sistema socialista continuará en China durante los próximos 100 años", aunque más tarde en una conferencia de prensa en la Asamblea Popular Nacional de 2007, afirmó que "la democracia es uno de los objetivos básicos del sistema socialista". Además, en una entrevista en septiembre de 2008, Wen reconoció que el sistema democrático en China debe mejorarse, donde el poder "realmente pertenezca al pueblo" a través de la construcción de un sistema judicial independiente y que el Gobierno acepte las críticas de la gente. Cuando se le preguntó si China se liberalizará hacia unas elecciones libres en los próximos 25 años, Wen afirmó que sería "difícil de predecir". Sobre el tema de Taiwán, Wen manifestó creer en la conveniencia de mantener negociaciones graduales y sobre el tema del Tíbet, Wen se adhiere a la línea del partido en condenar al Dalái lama por incitar la "violencia separatista".
Wen fue ampliando su retórica liberal a lo largo de su mandato como Premier, remarcando en agosto de 2010 que "sin una reforma política, China puede perder lo que ya ha conseguido a través de la reestructuración económica". Los comentarios de Wen fueron censuradas ampliamente en los medios de comunicación estatales, pero se ganó el apoyo de un grupo de unos 23 veteranos del partido en octubre, que denunciaron la censura de las autoridades a los comentarios de Wen en una carta abierta a la Asamblea Popular Nacional.
En otra entrevista que salió al aire en octubre de 2010, Wen formuló la siguiente declaración: “He resumido mis ideales políticos en las siguientes cuatro oraciones. Para permitir que todos lleven una vida feliz con dignidad. Para permitir que todos se sienten seguros. Para permitir que la sociedad se una con equidad y justicia. Y para que todos tengan confianza en el futuro”.
A principios de 2011, Wen se convirtió en el primer mandatario chino en recibir a sus ciudadanos en una visita a la oficina central de peticiones en Beijing, un despacho en el que las personas puede entregar quejas hacia el gobierno. Oficialmente, la visita tuvo como objetivo estimular a los ciudadanos a emitir sus opiniones sobre el gobierno y hacer sus demandas de justicia.

## Imagen pública e influencia política
Las visitas de Wen a las escenas de los diversos desastres, incluyendo el terremoto de Sichuan de 2008, le han valido una considerable reputación como un líder accesible en contacto con las experiencias de las masas. Sin embargo grupos disidentes como alegan que el desfile de apariciones de Wen en los medios de comunicación chinos eran una campaña de relaciones públicas diseñada para distraer a la gente de los verdaderos problemas. Por otra parte, Li Datong, un defensor a favor de la democracia, dijo que "entre los máximos dirigentes chinos, ¿Quién habla de democracia? ¿Quién habla sobre los valores universales y la libertad?... Wen es el único". Li estimó que Wen buscaba implementar reformas democráticas, pero no contaba con el poder suficiente para tomar decisiones importantes sobre el tema debido a la oposición interna.
Como el jefe del Gobierno central popular de China, Wen fue considerado como uno de los estadistas más poderosos del mundo. En 2006, fue nombrado en la lista de los Time 100. En 2009, fue nombrado uno de diez personas y el único no estadounidense en una lista compilada por la cadena American Broadcasting Company (ABC) de las personas que moldearon más la economía de los Estados Unidos desde el 2000. En agosto de 2010, fue nombrado "El hombre del pueblo" por Newsweek. En octubre de 2010, fue seleccionado para la portada de la revista Time con el título "Wen's World". En 2011, fue colocado en el puesto N.º 14 en la lista de la revista Forbes de las personas más poderosas del mundo.

## Familia y negocios
Wen Jiabao está casado con Zhang Peili, una inversora y experta en joyas, que raramente ha aparecido con Wen en público. Tienen un hijo, Wen Yunsong, quien es director general de Unihub, una compañía de redes de China, y una hija, Wen Ruchun.
Los miembros de la familia de Wen han sido objeto de escrutinios fuera de la China continental. Medios de comunicación taiwaneses comantaron acerca de las supuestas fortunas personales de su esposa por su negocio de joyería, mientras que el Financial Times informó sobre una firma de capital privado llamada New Horizon Capital cofundada por su hijo Yunsong. Se ha asegurado también que a finales de la década de 1990, Wen fue uno de los principales inversores y fundadores de Ping An Insurance.
En 2012 el Partido Comunista Chino puso en marcha una investigación interna sobre las acusaciones realizadas por el diario The New York Times contra la familia Wen, que supuestamente habría acumulado una fortuna oculta cifrada al menos en US$2700 millones, según el análisis realizado a partir de datos correspondientes al periodo 1992-2012.